# Devon van Oostrum
Devon Doekele van Oostrum (* 24. Januar 1993 in Groningen, Niederlande) ist ein britischer Basketballspieler. Er kam mit 16 Jahren in das Ausbildungsprogramm des baskischen Vereins Saski Baskonia, von dem er an verschiedene unterklassige Vereine in Spanien ausgeliehen wurde. Nachdem er zuvor auch für englische Jugendnationalmannschaften aktiv gewesen war, debütierte er 2011 in der britischen Herren-Nationalmannschaft. Im Februar 2013 kehrte er zu Saski Baskonia zurück und ersetzte Carlos Cabezas im Kader des Vereins in der höchsten spanischen Spielklasse Liga ACB.

## Karriere
Van Oostrum ging in Sheffield in der „Silverdale School“ zur Schule und spielte bis 2009 in den Jugendmannschaften der Sheffield Sharks, dessen Herrenmannschaft in der höchsten nationalen Spielklasse British Basketball League spielt. Bei der U16-Europameisterschaft der Division B 2009 lieferte er mit durchschnittlich gut 21 Punkten, sieben Rebounds, knapp sechs Ballgewinnen gut vier Assists pro Spiel ein „komplettes Paket“ ab und führte die englische Auswahl, die nur knapp den Aufstieg in die Division A verpasste, auf den dritten Platz noch vor dem slowenischen Nachwuchs. Anschließend nahm ihn in der Verein Saski Baskonia aus Vitoria-Gasteiz in sein Ausbildungsprogramm auf. Hier spielte er zunächst zwei Jahre in der Jugendmannschaft Euskotren Fundación Baskonia der professionellen Herrenmannschaft.
Nachdem van Oostrum 2010 als 17-Jähriger bei der U18-Europameisterschaft der Division unter die fünf besten Spieler gewählt worden war, debütierte er im Sommer 2011 beim olympischen Vorbereitungsturnier in London auch in der britischen Herren-Nationalmannschaft, die anlässlich der Vergabe der Olympischen Spiele 2012 nach London aus den Auswahlmannschaften der drei Verbände Großbritanniens gebildet worden war. Für die Saison 2011/12 wurde van Oostrum von seinem baskischen Verein an den spanischen Zweitligisten Basket 2017 aus Tarragona in der LEB Oro ausgeliehen. Als Drittletzter der Abschlusstabelle gewann Tarragona die Play-off-Serie um die Relegation gegen den Ligakonkurrenten Clínicas Rincón glatt in drei Spielen, verzichtete aber aus wirtschaftlichen Gründen anschließend auf eine weitere Teilnahme in den professionellen Spielklassen der LEB. Van Oostrum schaffte es anschließend im Sommer 2012 nicht in den endgültigen Kader der britischen Herren-Nationalmannschaft für die Olympischen Spiele 2012. Für die folgende Saison 2012/13 wurde van Oostrum an den bisherigen Ligakonkurrenten Patrimonio de la Humanidad aus Cáceres ausgeliehen, die in der Vorsaison nur knapp in den Halbfinal-Play-offs den Aufstieg in die Liga ACB verpasst hatten. Nach dem vorzeitigen Vertragsende von Carlos Cabezas für Laboral Kutxa, so der neue Sponsorenname der Erstligamannschaft von Saski Baskonia, im Februar 2013 stieg dann van Oostrum in die Liga ACB auf, indem er in den Kader des spanischen Spitzenklub aufgenommen wurde.